# Юкава (река, впадает в Тюдзендзи)
Юкава (яп. 湯川 юкава) — река в Японии на острове Хонсю, соединяет озёра Юноко и Тюдзендзи. Протекает по территории префектуры Тотиги. Длина реки составляет 11,2 км. Юкава — крупнейшая из рек, впадающих в Тюдзендзи.
Река берёт своё начало в озере Юноко и течёт на юг, образуя 70-метровый водопад Юдаки. Ширина водопада составляет 25 м, расход воды — 1 тонна/с. Далее Юкава петляет через болота Сендзёгахара, являющиеся рамсарским угодьем; 5,3 га вдоль реки являются охраняемой территорией. Недалеко от устья река образует водопад Рюдзу. Ниже него река объединяется с притоком Дзигоку (менее полноводным) и впадает в озеро Тюдзендзи. От слияния рек до устья река тоже носит название Дзигоку.
Ранее в реке не водилась рыба, так как высокие водопады являлись непреодолимым для неё препятствием, но в начале XX века шотландский торговец Томас Гловер выпустил в реку и озёра Юноко и Тюдзендзи местных гольцов и лосося, а также завезённую из Америки форель. Река является популярным местом для рыбалки, в 2004 году реку посетили 4408 рыбаков. Вдоль реки проложены пешеходные тропы.